# Lenda do Senhor Jesus de Ponta Delgada
A Lenda do Senhor Jesus de Ponta Delgada é uma tradição oral da ilha da Madeira. Justifica a edificação da Igreja do Senhor Bom Jesus de Ponta Delgada

## Lenda
No início do povoamento da ilha, quando Ponta Delgada, São Vicente, ainda era apenas um pequeno povoado, uma mulher andava pelas rochas da beira-mar a apanhar lapas quando viu a flutuar nas águas do mar um crucifixo em tamanho natural, com uma grande imagem a representar Jesus Cristo. Como o crucifixo estava a alguma distância da costa, apesar das tentativas a mulher não lhe conseguiu chegar, pelo que então resolveu voltar ao povoado para alertar a povoação.
Correu para a igreja a avisar o padre do que tinha visto. Este e outras pessoas das redondezas acompanharam a mulher novamente para a costa, junto da praia, para ver com os seus próprios olhos e decidirem o que fazer. Perante os factos, o padre resolveu entrar no mar e retirar a cruz com a respectiva imagem antes que as águas a levassem para longe. O achado foi levado em procissão por grande número de habitantes da localidade que tinham acorrido à praia, alertados pelos acontecimentos.
Chegados ao povoado, a imagem com a respectiva cruz foi posta na capela do povoado. No entanto, no dia seguinte e para espanto de toda a população, o crucifixo tinha desaparecido da igreja e foi encontrado pela população enterrado a prumo na areia da praia, próximo ao local onde tinha sido achado no dia anterior.
Novamente levado em procissão para a capela pelo povo, poucas horas depois estava novamente na praia e enterrado profundamente na areia, rodeado de canas que delimitavam uma área com a forma de um templo. Perante isto, e acreditando que era a vontade do Cristo, o povo da localidade resolveu não voltar a retirar a cruz e a imagem do lugar onde estava e deram início à construção de um templo nesse lugar. Com o passar dos séculos essa primitiva igreja viria a ser a igreja paroquial de Ponta Delgada.
Junto à igreja, e dada a sua proximidade com o mar, foi erguido um muro de protecção contra a fúria das águas do mar no Inverno. No entanto e segundo reza a lenda, as águas do mar nunca ultrapassaram o muro e nem mesmo chegaram ao adro, nunca se atrevendo a entrar dentro da igreja.